# Космос 496
Космос 496 е съветски безпилотен космически кораб от типа „Союз“. Това е кораб № 33A от модификацията Союз 7К-Т. Това е първият от серията тестови полети на модификацията, предвидена за обслужване на орбиталните станции от типа Алмаз. Това е първият полет след гибелта на екипажа на Союз 11.

## Полет
Космическият кораб „Космос 496“ е изстрелян на 26 юни 1972 година с ракета-носител „Союз“ (индекс – 11А511, сериен номер – Ю15000-20) от стартова площадка № 31 на космодрума „Байконур“.
Програмата предвиждала две безпилотни изпитания на апарата от този тип, предназначен основно за обслужване на орбиталните съветски станции. В сравнение с предишната модификация Союз 7КТ-ОК в тази екипажът от трима е намален до двама души, облечени в скафандри. Едва след двата безпилотни полета се планира пилотиран. По време на продължилия почти 6 денонощия полет са извършени тестове на всички системи на кораба. Мисията приключва успешно.
При този старт корабът е оборудван със слънчеви панели, които в следващите кораби от типа Союз 7К-Т не са монтирани.